# 米尔娜·尤基克
米尔娜·尤基克（1986年4月9日—），生于塞爾維亞諾威薩，奥地利女子游泳运动员，雙親為克羅埃西亞裔，現居維也納，擅長的項目是蛙式。她在2008年第二十九屆北京奧運會獲得女子100公尺蛙泳項目的銅牌，成績為1:07.34。